# روبير واس
واس يشار إليه أحيانًا باسم روبير واس (بالفرنسية: Robert Wace) شاعر نورماندي في القرن الثاني عشر عاش تقريبا بين عامي 1100  - 1174  وكان قد ولد في جيرزي إحدى جزر القنال الإنكليزي وترعرع في الأرض الرئيسية نورماندي ودرس كاهن في بايو

## سيرته
كل ما هو معروف عن حياة وايس يأتي من مراجع السيرة الذاتية في قصائده. أهمل ذكر تاريخ ميلاده، العام الأكثر قبولا لميلاده هو بين 1099 و 1111.
وايس هوالاسم المستخدم في جيرزي حتى القرن السادس عشر، حيث كان اسمه الوحيد؛ لم تستخدم الألقاب في ذلك الوقت. كان الاسم الأول شائعًا في دوقية النورماندي، المستمد من الاسم الشخصي الجرماني واسو. تم تقديم تهجئة ونطق هذا الاسم بطرق مختلفة في النصوص، ووفقًا للمكان الذي ينتمي إليه الناسخون. في الإصدارات المختلفة من الروم دي رو، يظهر اسمه خمسة مرات بWace، ثم Gace (مرة واحدة)، VACE، Vacce، Vaicce (ثلاث مرات معا). حتى القرن الحادي عشر، كانت الهجاء w يتوافق مع النطق [w] (كما هو الحال في اللغة الإنجليزية) في شمال نورماندي (بما في ذلك جزر القنال)، لكنه تحول إلى [v] في القرن الثاني عشر. جنوب الإيزوجلوس  مقبل بالتقريب خط جوريت، [w] قد تحول إلى [gw] ولاحقًا [g] (كما في الفرنسية المشتركة). واليوم، أصبح الاسم «فاس» Vasse في نورماندي وشمال فرنسا  وجاسGasse جنوبًا (بما في ذلك نورماندي أيضًا).
هناك تكهنات بأنه قد يكون من أصل أرستقراطي بسبب إرساله إلى كاين لتعليمه، وهو امر كان من المستحيل فعليًا بالنسبة للعامة انذاك. قد تكون كتاباته المفصلة حول المسائل البحرية قد نشأت من تربيته في الجزيرة.
حوالي 1130 عاد وايس إلى كاين وتولى العمل الكنسي، ربما كمدرس.
تاريخ وفاة وايس غير مؤكد. فالحدث الأخير الموصوف في قصة رو يعود إلى عام 1174. في رو، يذكر والاس أيضًا هنري الملك الشاب بأنه حي. عاش هذا الأخير حتى عام 1183، مما يعني أن واس ربما لم يراجع رو بعد ذلك التاريخ.

## أعماله
تشمل أعماله الباقية رومان دي بروت، وأبيات شعر في تاريخ بريطانيا، قصة رو، وغيرها من الأعمال في الشعر، بما في ذلك حياة مارغريت العذراء والقديس نقولا.
كتب واس وهما حكاية بروتوس 1155 (بالفرنسية: Roman De Brut) عن الجد الأسطوري للبريطانيين وحكاية رو 1160 - 1174 (بالفرنسية: Roman De Rou) عن الجد الأسطوري للنورمان وقد كتبتا بالفرنسية النورماندية، وقد فوضه هنري الثاني من إنكلترا لكتابة العملين وقد أمن له هنري وظيفة في كنيسة بايو وقد كتبتا بالفرنسية النورماندية.

### رومان دي بروت
استند كتاب رومان دي بروت (1155 م) إلى تاريخ ملوك بريطانيا الأسطوري للمؤلف جيفري مونماوث. لا يمكن اعتباره كتابا تاريخيا، على الرغم من أن واس غالبًا ما يميز بين ما يعرفه وما لا يعرفه. يروي واس تاريخ تأسيس بروتوس الطروادي لبريطانيا، الذي فر من طروادة بعد سقوطها، إلى نهاية التاريخ البريطاني الأسطوري الذي أنشأه جيفري مونموث. يتم تفسير شعبية هذا العمل من خلال الإمكانية الجديدة لقراءة أسطورة آرثر بلغة عامية يستوعبها جمهور واسع. في وسط القسم آرثر من النص، كان واس هو أول من ذكر أسطورة المائدة المستديرة للملك آرثر والأول من ينسب اسم إكسكاليبر إلى سيف آرثر، على الرغم من أنه يضيف بشكل عام فقط تفاصيل بسيطة إلى نص جيفري.
يقال أنه أهدى حكاية بروت إلى إليانور آكيتيان زوجة هنري وكتب العمل بأبيات من ثمان مقاطع. وتمت إضافة العديد عليها من كتاب لاحقين وأثرت على حكاية تريستان التي كتبها توماس مالوري وكذلك فقد كتب لايامون عن قصة بروت عام 1200 تقريبا.

### قصة رو
كان عمله اللاحق، قصة رو، وفقًا لواس، بتكليف من هنري الثاني ملك إنجلترا. تم تخصيص جزء كبير من قصة رو لويليام الفاتح وغزو النورمان لإنجلترا. ترجع مصادر وايس إلى الرواية الشفهية داخل أسرته حيث أن روايته حول التحضيرات للغزو وموقعة هاستنجز ربما لم تكن تعتمد فقط على الأدلة الوثائقية ولكن أيضًا على شهادة شهود العيان من العلاقات القريبة - على الرغم من أنه لم يكن هناك شهود عيان على قيد الحياة عندما بدأ العمل على النص-. يتضمن قصة رو أيضًا ذكرًا لمظهر المذنب هالي. قد يعكس النقص النسبي في شعبية قصة رو فقدان الاهتمام في تاريخ دوقية نورماندي بعد دمج البر الرئيسي نورماندي في مملكة فرنسا في عام 1204.
وحكاية رو تحكي حول الدوقات النورمان لنورماندي من رولو إلى روبرت كورتوز. وكانت أقل خيالية من سابقتها وكان غوستاف كورتينغ قد جزءها حيث قال أنها قائمة على أعمال دودو ووليام أوف جوميغس، ويمكن أيضا انه استخدم مصادر مثل الأعمال الملكية (باللاتينية: Gesta regum) لوليام مالمسبوري، ولكن من دون شك اعتمد على التقاليد المحكية ومما يبدو فقد استعمل مخيلته أيضا. وكانت القصيدة أيضا قد كتبت بأبيات من ثمان مقاطع
نقل هنري لاحقا الرعية من روببر إلى بينوا دو سان مور الذي كتب نسخة منافسة وأصبح عمل واس غير مكتمل.

## لغة
تعتبر اللغة الرومانسية التي كتب بها وايس بمثابة لهجة نورمانية قديمة للغة النورمندية، وهي لهجة للفرنسية القديمة، أو على وجه الخصوص مقدمة للجريزية. ينظر الكتاب في جيرزي إلى واس باعتباره مؤسس أدب جيرزي، ويشار إلى الجريزية أحيانًا بأنها لغة واس على الرغم من أن الشاعر نفسه سابق لتطوير الجريزية كلغة أدبية. واس هو أول كاتب جيرزي معروف.
على الرغم من أن اسم روبرت قد نُسب إلى واس، إلا أن هذا التقليد يعتمد على القليل من الأدلة. ويُعتقد عمومًا في هذه الأيام أن واس كان له اسم واحد فقط. وباعتباره رجل دين مقرئ، فقد كان فخوراً بلقبه «مايستر» (Maister) وبالتالي يشار إليه أحيانًا باسم «مايستر واس».
هناك حجر تذكاري من الجرانيت تم وضعه على مبنى واس داخل مبنى الولايات في ساحة جيرزي روايال. يتضمن الحجر اقتباسًا من قصة رو يعبر عن فخر الشاعر بمكان مولده:

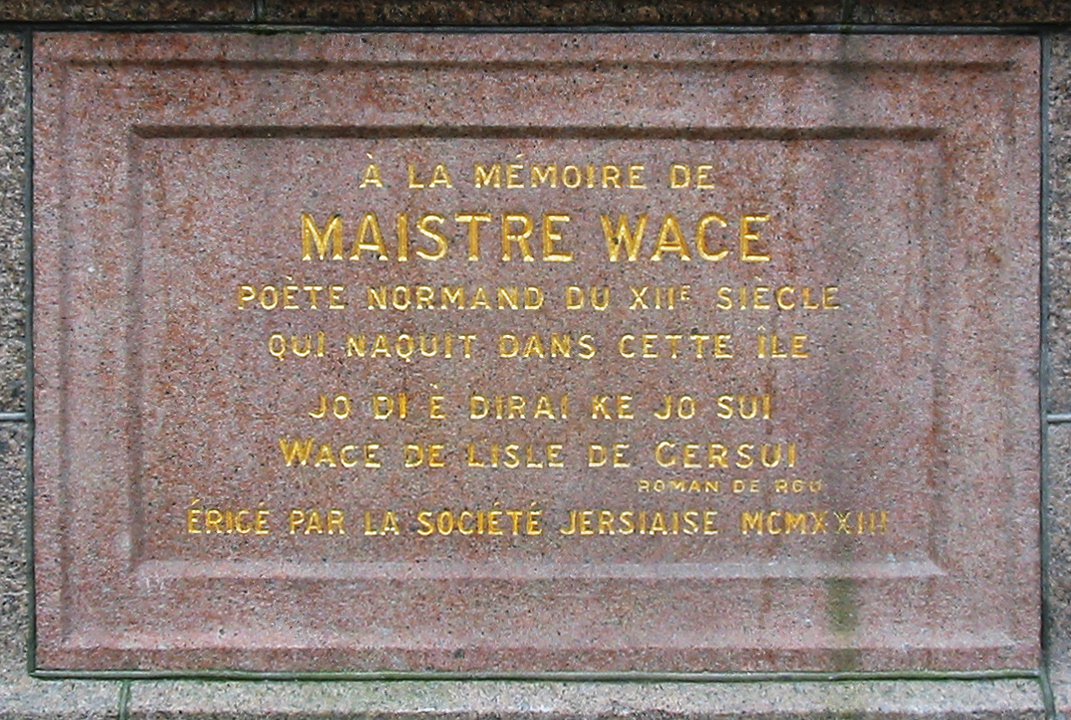
تم إنشاء نصب تذكاري لواس في جزيرته الأم جيرزي

«Jo di e dirai ke jo sui 
Wace de l’isle de Gersui»
الجيرزية الحديثة:
«J'dis et dithai qu'jé si
Wace dé l'Île dé Jèrri»
الفرنسية الحديثة:
«Je dis et dirai que je suis
Wace de l'île de Jersey»

## مذكرة
1. ↑  Roman de Rou
2. ↑  هو خط وهمي يفصل بين منطقتين جغرافيتين يتميزان بميزة لغوية معينة (لهجات)
3. ↑  خط جوريت هو إيزوغلوس أبرزه تشارلز جوريت في دراسة الحروف وتوسع لهجات النورمان المنشورة في عام 1883

## وصلات خارجية
- روبير واس على موقع الموسوعة البريطانية (الإنجليزية)